# Black Ice
Black Ice je patnácté studiové album australské hard rockové kapely AC/DC. Album vyšlo po osmi letech od jejich posledního alba Stiff Upper Lip. Producentem alba byl Brendan O'Brien (spolupracoval s Pearl Jam, Bobem Dylanem, Brucem Springsteenm, Rage Against the Machine, The Offspring aj.) Album bylo nahráno ve Warehouse Studios ve Vancouveru. První singl s názvem „Rock 'n Roll Train“ vychází 28. srpna 2008, v průběhu září se k tomuto singlu objeví video.

## Seznam skladeb
Autory jsou Angus Young a Malcolm Young
1. "Rock 'n Roll Train"
2. "Skies on Fire"
3. "Big Jack"
4. "Anything Goes"
5. "War Machine"
6. "Smash 'n' Grab"
7. "Spoilin' For a Fight"
8. "Wheels"
9. "Decibel"
10. "Stormy May Day"
11. "She Likes Rock 'n' Roll"
12. "Money Made"
13. "Rock 'n' Roll Dream"
14. "Rocking All the Way"
15. "Black Ice"

## Obsazení
- Brian Johnson – zpěv
- Angus Young – kytara
- Malcolm Young – kytara
- Cliff Williams – baskytara
- Phil Rudd – bicí